# 99 francs
99 francs es una película francesa del director Jan Kounen, estrenada en 2007 y basada en la novela 13,99 euros. Al igual que el libro, la película es una sátira del mundo publicitario y el consumismo.

## Argumento
La película es una sátira sobre la industria publicitaria moderna. La trama gira principalmente en torno a Octave Parango, diseñador de publicidad, quien tiene un trabajo tranquilo y bien remunerado, y una vida libre y activa, basada principalmente en drogas y encuentros sexuales ocasionales. Sin embargo, empieza a cansarse de su trabajo y, tras el estrepitoso fracaso de su primera relación duradera con su compañera Sophie, organiza una revuelta contra la industria publicitaria y su propia vida.

## Reparto
- Jean Dujardin (Octave Parango)
- Jocelyn Quivrin
- Patrick Mille
- Vahina Giocante (Sophie)
- Elisa Tovati
- Nicolas Marié
- Dominique Bettenfeld
- Antoine Basler
- Fosco Perinti
- Cendrine Orcier
- Dan Herzberg
- Arsène Mosca
- Niels Dubost
- Aurélie Boquien
- Mathias Jarnet